# Areka obecná
Areka obecná (Areca catechu) je štíhlá palma z čeledi arekovité pocházející z Malajsie. Je též známá pod triviálním názvem areková palma. V sanskrtu je nazývána puga, v malajštině pinang. Tato palma bývá nesprávně nazývána betelový strom, protože její plody, arekové ořechy, se balí do betelových listů a žvýkají pro své psychoaktivní účinky.

## Popis
Areková palma je štíhlá a dorůstá výšky až 25 metrů. Kmen má 20–30 cm v průměru. Listy jsou zpeřené, široké až 10 cm, dlouhé 1,5 až 2 metry.

## Areál rozšíření
Areková palma je původem z Malajsie, ale pěstuje se v celé tropické Asii, Oceánii a východní Africe.

## Stanoviště
Areková palma je pěstována jako zemědělská rostlina na lehkých půdách ve vlhkých oblastech.

## Použití

Název malajsijského ostrova a státu Penang (Pinang) je označení pro arekovou palmu, její motiv najdeme též na vlajce Penangu.

Ořech arekové palmy bývá v Asii žvýkán s betelovými listy jako mírný stimulant. Účinnou látkou je alkaloid arekolin, působící na nikotinové a muskarinové acetylcholinové receptory. Pro uvolnění alkaloidu je nutná reakce se slinami a hydroxidem vápenatým. Předávkování může způsobit závratě a průjmy, dlouhodobé užívání choroby dásní a zubů. Také bývá pěstována jako okrasná rostlina v exteriérech i interiérech. Extrakt z palmy má také antidepresivní účinky, ale může být návykový.